# Rosa ×waitziana nothovar. macrantha
Variété
Classification phylogénétique
Rosa ×waitziana nothovar. macrantha est une variété hybride de plantes à fleurs du genre Rosa et de la famille des Rosaceae. 
Synonyme : Rosa ×macrantha N.H.F.Desp.

## Rosa×waitziana
C'est un hybride spontané  (Rosa gallica × Rosa canina) apparu en Europe centrale et fréquent en lisière de forêt. D'une hauteur de 2 m, il présente des feuilles à 5 à 7 folioles et des fleurs roses assez grandes (6 à 8 cm)

### Rosa×waitziananothovar.macrantha
Cette variété se différencie par une taille moindre (1,5 m) des fleurs semi-doubles groupées.

## Remarque
Il ne faut pas confondre avec Rosa ×macrantha hort. non N.H.F.Desp. ou Rosa 'Macrantha'. Celui-ci est peu aiguillonné et présente en juin des fleurs roses odorantes, en bouquets. 
Ses hybrides sont :
- 'Complicata' aux fleurs d'un rose très soutenu,
- 'Daisy Hill' (Williams 1906) à fleurs doubles.